# Sant Martí de Salomons
Sant Martí de Salomons és una església del municipi de Torà (Solsonès) inclosa a l'Inventari del Patrimoni Arquitectònic de Catalunya.

## Situació
La capella es troba a l'extrem nord-oest del municipi de Torà, a la capçalera dels suaus relleus del serrat dels Moros, enmig de les anomenades planes de Salomons. S'hi arriba per la carretera LV-3005a (de Torà a Solsona). Poc abans d'arribar al punt quilomètric 11 (41° 52′ 37″ N, 1° 26′ 06″ E / 41.877081°N,1.434886°E) s'agafa el desviament a l'esquerra (no senyalitzat). Se segueix la pista que gira ràpidament cap al nord i, després de deixar a l'esquerra, propera, la masia del Puig, arriba a destí en 1,5 km.

## Descripció

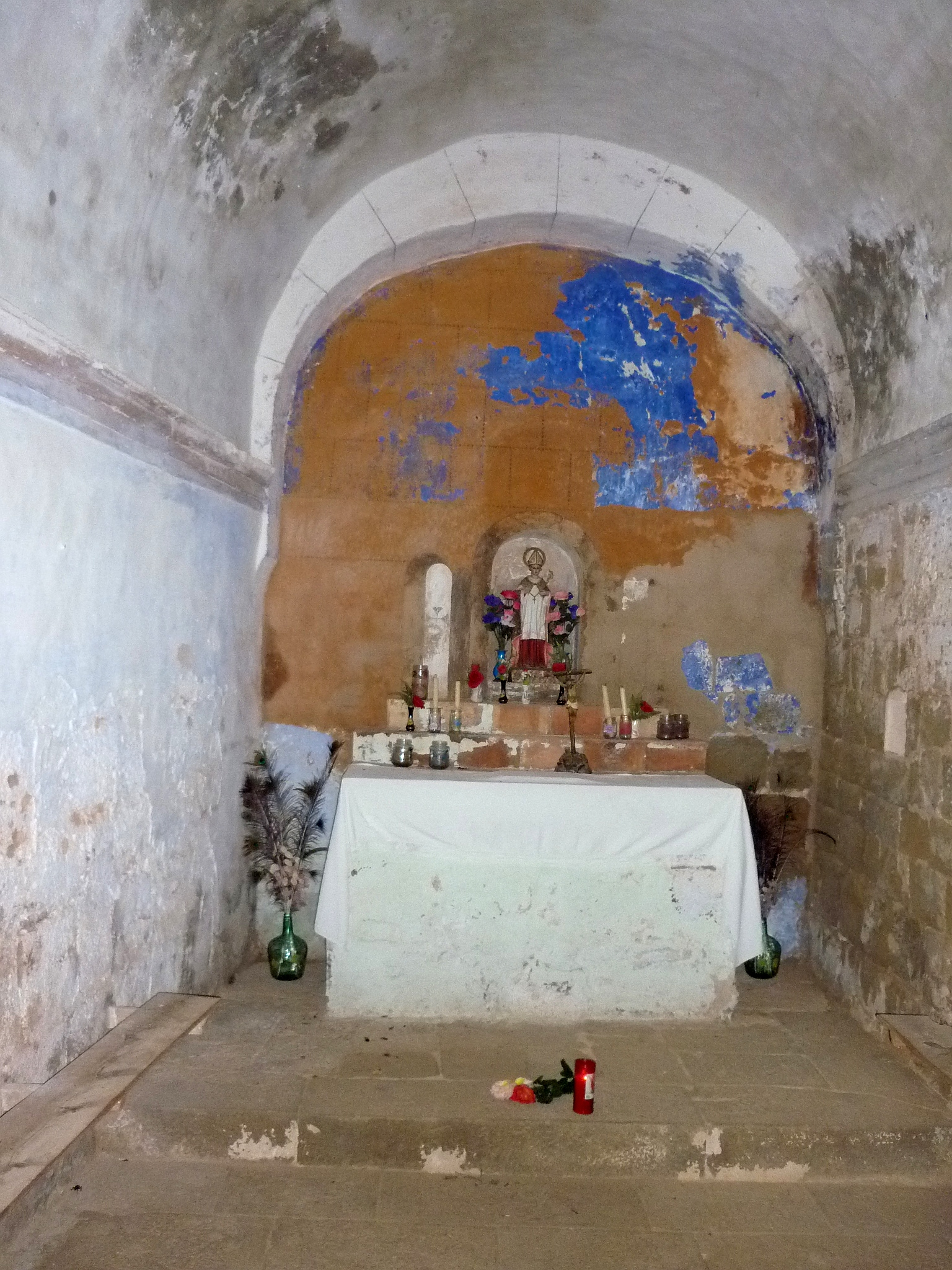
Interior de la capella

Capella de planta rectangular i nau única amb un absis semicircular només visible des de l'interior, ja que es troba adossada a altres dependències.
La porta d'ingrés és rectangular amb una motllura ampla i llisa on destaca una inscripció amb la data "1791". La coberta és a dues aigües i al centre s'aixeca un campanar d'espadanya d'un sol ull.
A l'interior observem la nau coberta amb volta de canó que reposa damunt una motllura esgraonada que ressegueix tot el perímetre. L'altar és molt sobri i presenta una imatge de Sant Martí que es troba dins una fornícula pintada. L'interior de la capella es troba tot arrebossat i pintat de blanc, a excepció de l'altar que està pintat imitant el parament d'un mur de pedra amb filades de carreus regulars.